# 綠洲傳說
《綠色傳說》（日语：グリーンレジェンド乱）或聖綠，是日本OVA作品，由嵯峨敏导演。 1992年到1993年發布共三卷。以与《最终幻想：水晶传说》相似的风格制作，有寺岡賢司和清水义治作为共同的动画师。
香港無綫電視翡翠台則在1995年4月19日至1995年4月21日一連三日播出，於同年12月20日至12月22日一連三日重播及列為「PG家長指引」類別。
本作是先锋（后来的 Pioneer LDC）为了强化当时主力产品——激光影碟——的作品阵容，而推出的原创动画系列的第一部。激光影碟在当时受电影爱好者等核心粉丝群体高度支持，该企划旨在进一步吸引动画迷群体。在该系列的第二部作品《天地无用！》系列获得了巨大成功后，还陆续企划制作了《奥美蒂III》《神秘的世界》等动画作品。

## 简介
在未来世界，一个来自外太空的神秘物体吸走了地球上的大部分的水、植物和其他自然元素，留下一片荒凉的沙漠。地球被罗多教控制，并将神秘物体奉为“圣母玛利亚”，还垄断了仅存的少量自然资源。主人公乱憧憬反对洛多教的抵抗组织“哈扎德”，并在结识了名为艾拉的神秘少女后，卷入了一场巨大的阴谋和一场围绕圣母玛利亚之谜的争端。

## 剧情
故事设定在一个科幻风格的后末日地球。在一次外星入侵后，地球大部分地区变成了广袤的沙漠。六个名为“罗多”的神秘巨石体（看似某种外星巨型单体结构）从太空坠落至地球，引发了剧烈的气候变化，导致海洋与降雨彻底消失。当时的人类已严重破坏环境，使得世界末日几乎不可避免。（这一主题类似于《风之谷》等环保题材的动画；从整体风格上看，本作亦与《冒險少女娜汀亞》和《未来少年柯南》相似）
在这个残酷的新世界中，形成了两个对立的势力：
- 罗多教：一个狂热的宗教组织，崇拜罗多并实行水力专制主义。水源与食物来源大多分布在靠近罗多的区域，称为“圣绿”，所有人类聚落都围绕着这些罗多巨石建立。因为距离罗多过远后环境极端恶劣，空气稀薄得无法呼吸，所以聚落之间交通极为稀少，需乘坐加压装甲车（类似宇宙飞船）移动。
- 哈扎德：一个反对罗多教的神秘革命势力。

主角乱是个失去双亲的少年，为了生存，也为了加入哈扎德，以及寻找那个胸口有伤疤、杀害了他母亲的男人展开旅程。他误打误撞地被卷入哈扎德与罗多教团的冲突，并邂逅了一个神秘的银发少女——艾拉。
乱帮助几名哈扎德侦察兵逃出镇子，并加入了他们。不久，罗多教团袭击了哈扎德的基地，艾拉被强行撤离。乱试图登上哈扎德的沙船，但未能成功，遂穿着偷来的压力服孤身追赶沙船穿越沙漠。在濒临窒息前，他被一群贩运水与食物的商队所救。
商队的领袖是一位沉稳的男子，名叫齐格，他决定协助乱营救艾拉。然而，行动最终失败：当乱与商人们潜入沙船之际，罗多教团同时发起突袭，将艾拉夺走。

## 登场人物
乱（声：菊地英博/丸田麻里（幼年期））
憧憬反对“罗多教”的抵抗组织“哈扎德”的少年。幼年时母亲（声：井上喜久子）被杀害，正在寻找胸部有大伤疤的男性凶手。
艾拉（声：弥生观月）
本作女主角。身处“哈扎德”的银发少女。她是12名“银之巫女”之一，对罗多的目的起着重要作用。
奇明（声：山寺宏一）
“哈扎德”的成员，实战部队。
拉兹罗（声：二又一成）
毛爷爷（声：辻村真人）
老婆婆（声：高村章子）
金博士（声：有本欽隆）
齐格（声：羽佐間道夫）
曾是“哈扎德”的创始人及最高领导者，但因组织内的方向分歧而退出。真实身份是乱的父亲。曾与牙是黄金搭档，容忍其杀害乱的母亲。
基希（声：盐屋翼）
本兰（声：富泽美智惠）
努埃（声：緒方賢一）
高正（声：梁田清之）
贝塔（声：中原茂）
牙（声：青野武）
现任“哈扎德”最高领导者，持激进立场。曾是齐格的同志，后因理念不同分道扬镳。正是他杀害了乱的母亲，胸部有大伤疤。
伊恩（声：横尾麻里）
银之巫女（声：勝生真沙子）
12年前从圣母体内出现的12名银发少年少女。在此指那些被圣母利用，企图向人类复仇的存在。
鲁雷（声：浪川大輔）
与艾拉拥有同样银色头发的少年。他在试图揭开“罗多”的秘密的“哈扎德”手中遭受了拷问——皮肤被割开，鲜血被吸取，最终因酷刑死亡。
大司教（声：小野健一）
统治当今世界的“罗多教”最高司祭，位于“罗多教”的中心“Green 5”。曾是人类，但因接近圣母而被改造成植物与人类的融合体。实际上期待“哈扎德”能够杀死圣母，看到“哈扎德”抵达时感到喜悦。
旁白（声：山口健）

## 制作人员
- 製作：真木太郎
- 制片：山田久郎、相原義彰、三浦亨
- 設定：稲垣賢吾、江面久、島村秀一、村上元一、宮前一征、渡邊淳一
- 総監督：嵯峨敏
- 脚本：山本優
- 分镜・演出：嵯峨敏、稲垣賢吾、渡邊淳一
- 角色设计・総作画監督：大橋誉志光
- 機械類作画監督：江面久、宇佐美皓一
- 作画監督：島村秀一
- 意象图板：田中達之
- 美術監督：荒井賢
- 色彩設定：山口保子
- 撮影監督：成沢孝夫、小西一廣
- 音響監督：本田保則
- 音楽：吉川洋一郎（N-2）
- 制作： MTV、動畫國際公司
- 製作： Pioneer LDC

## 发行信息
- グリーンレジェンド乱1「たびだち」（启程）（1992年11月25日，VHS/LD）
- グリーンレジェンド乱2「グリーン5」（Green 5）（1993年1月25日，VHS/LD）
- グリーンレジェンド乱3「聖緑」（聖緑）（1993年3月25日，VHS/LD）
- グリーンレジェンド乱（3話セット）（三话套装）（1998年11月25日，DVD：PIBA-1010）

### 音乐CD
- やさしさは降る雨のように（片尾主题曲）（1993年2月25日，PIDA-1001）
  - 作词：松宫恭子，作曲：吉川洋一郎，编曲：藤原育郎，演唱：笠原弘子
- グリーンレジェンド乱 音楽篇（1996年2月21日，PICA-1002）
- WATCH PIONEER LDC O.V.A. GREATEST HITS（1996年2月21日，PICA-1092）